# Junshanpu (köpinghuvudort i Kina, Hunan Sheng, lat 28,70, long 112,16)
Junshanpu (kinesiska: 军山铺, 军山铺镇) är en köpinghuvudort i Kina. Den ligger i provinsen Hunan, i den södra delen av landet, omkring 97 kilometer nordväst om provinshuvudstaden Changsha. Antalet invånare är 25 619. Befolkningen består av 12 413 kvinnor och 13 206 män. Barn under 15 år utgör 17,0 %, vuxna 15-64 år 71 %, och äldre över 65 år 10,0 %.
Runt Junshanpu är det tätbefolkat, med 683 invånare per kvadratkilometer. Närmaste större samhälle är Damatou, 19,4 km sydost om Junshanpu. Trakten runt Junshanpu består till största delen av jordbruksmark.
Genomsnittlig årsnederbörd är 1 680 millimeter. Den regnigaste månaden är maj, med i genomsnitt 312 mm nederbörd, och den torraste är december, med 46 mm nederbörd.